# Eric Walter Rothenbuhler

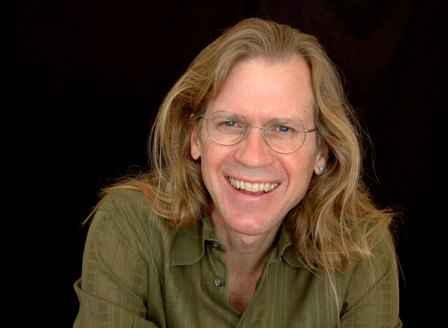
Eric W. Rothenbuhler

Eric Walter Rothenbuhler – amerykański antropolog kultury, profesor Texas A&M University. Zajmuje się teoriami komunikacji medialnej, przemysłem medialnym, muzyką popularną i teorią komunikacji. 
Uzyskał tytuł magistra (M.A.) Wydziału Komunikacji Ohio State University (1982), a doktorat obronił w Annenberg School of Communications na University of Southern California w roku 1985.
Jest autorem i współautorem ponad 50 artykułów, rozdziałów i esejów naukowych, książek: Communication and Community (2001), Media Anthropology (2005) oraz Ritual communication (1988) przetłumaczoną na język polski. W latach 1997–1999 pracował jako recenzent i krytyk w Journal of Communication, a obecnie jest członkiem jej zespołu redakcyjnego. Pełni podobną funkcję w Critical Studies in Media Communication oraz The Radio Journal.